# MTV Europe Music Awards/Best Electronic
Die MTV Europe Music Award for Best Electronic ist eine von zwei zu Beginn der MTV Europe Music Awards eingeführten Genrekategorien. Von 1994 bis 2003 wurde der Award als Best Dance vergeben, bevor er nach einer längeren Pause zwischen 2004 und 2011 unter seinem heutigen Namen zurückkehrte. Mit vier Awards gewannen The Prodigy die Kategorie am Häufigsten, gefolgt von David Guetta und Martin Garrix mit jeweils drei Awards.

## Nominierte und Gewinner

### 1990er
| Jahr                    | Künstler | EN |
| ----------------------- | -------- | -- |
| 1994                    |          |    |
| The Prodigy             | [ 1 ]    |    |
| 2 Unlimited             | [ 1 ]    |    |
| D:Ream                  | [ 1 ]    |    |
| Jam & Spoon             | [ 1 ]    |    |
| Reel 2 Real             | [ 1 ]    |    |
| 1995                    | [ 1 ]    |    |
| East 17                 | [ 2 ]    |    |
| Ini Kamoze              | [ 2 ]    |    |
| La Bouche               | [ 2 ]    |    |
| Moby                    | [ 2 ]    |    |
| Sin with Sebastian      | [ 2 ]    |    |
| 1996                    | [ 2 ]    |    |
| The Prodigy             | [ 3 ]    |    |
| Everything but the Girl | [ 3 ]    |    |
| Los del Río             | [ 3 ]    |    |
| Robert Miles            | [ 3 ]    |    |
| Mark Morrison           | [ 3 ]    |    |
| 1997                    | [ 3 ]    |    |
| The Prodigy             | [ 4 ]    |    |
| Backstreet Boys         | [ 4 ]    |    |
| The Chemical Brothers   | [ 4 ]    |    |
| Daft Punk               | [ 4 ]    |    |
| Spice Girls             | [ 4 ]    |    |
| 1998                    | [ 4 ]    |    |
| The Prodigy             | [ 5 ]    |    |
| Dario G                 | [ 5 ]    |    |
| Faithless               | [ 5 ]    |    |
| Madonna                 | [ 5 ]    |    |
| Fatboy Slim             | [ 5 ]    |    |
| 1999                    | [ 5 ]    |    |
| Fatboy Slim             | [ 6 ]    |    |
| Basement Jaxx           | [ 6 ]    |    |
| The Chemical Brothers   | [ 6 ]    |    |
| Jamiroquai              | [ 6 ]    |    |
| Mr. Oizo                | [ 6 ]    |    |

### 2000er
| Jahr                  | Künstler | EN |
| --------------------- | -------- | -- |
| 2000                  |          |    |
| Madonna               | [ 7 ]    |    |
| Artful Dodger         | [ 7 ]    |    |
| Moby                  | [ 7 ]    |    |
| Moloko                | [ 7 ]    |    |
| Sonique               | [ 7 ]    |    |
| 2001                  | [ 7 ]    |    |
| Gorillaz              | [ 8 ]    |    |
| Basement Jaxx         | [ 8 ]    |    |
| Daft Punk             | [ 8 ]    |    |
| Faithless             | [ 8 ]    |    |
| Roger Sanchez         | [ 8 ]    |    |
| 2002                  | [ 8 ]    |    |
| Kylie Minogue         | [ 9 ]    |    |
| Sophie Ellis-Bextor   | [ 9 ]    |    |
| DB Boulevard          | [ 9 ]    |    |
| Moby                  | [ 9 ]    |    |
| Röyksopp              | [ 9 ]    |    |
| 2003                  | [ 9 ]    |    |
| Panjabi MC            | [ 10 ]   |    |
| The Chemical Brothers | [ 10 ]   |    |
| Junior Senior         | [ 10 ]   |    |
| Moby                  | [ 10 ]   |    |
| Paul Oakenfold        | [ 10 ]   |    |

### 2010er
| Jahr                | Künstler | EN |
| ------------------- | -------- | -- |
| 2012                |          |    |
| David Guetta        | [ 11 ]   |    |
| Avicii              | [ 11 ]   |    |
| Calvin Harris       | [ 11 ]   |    |
| Skrillex            | [ 11 ]   |    |
| Swedish House Mafia | [ 11 ]   |    |
| 2013                | [ 11 ]   |    |
| Avicii              | [ 12 ]   |    |
| Daft Punk           | [ 12 ]   |    |
| Calvin Harris       | [ 12 ]   |    |
| Skrillex            | [ 12 ]   |    |
| Afrojack            | [ 12 ]   |    |
| 2014                | [ 12 ]   |    |
| Martin Garrix       | [ 13 ]   |    |
| Afrojack            | [ 13 ]   |    |
| Avicii              | [ 13 ]   |    |
| David Guetta        | [ 13 ]   |    |
| Hardwell            | [ 13 ]   |    |
| 2015                | [ 13 ]   |    |
| Martin Garrix       | [ 14 ]   |    |
| Avicii              | [ 14 ]   |    |
| Calvin Harris       | [ 14 ]   |    |
| David Guetta        | [ 14 ]   |    |
| Major Lazer         | [ 14 ]   |    |
| 2016                |          |    |
| Martin Garrix       | [ 15 ]   |    |
| Afrojack            | [ 15 ]   |    |
| Calvin Harris       | [ 15 ]   |    |
| David Guetta        | [ 15 ]   |    |
| Major Lazer         | [ 15 ]   |    |
| 2017                | [ 15 ]   |    |
| David Guetta        | [ 16 ]   |    |
| Calvin Harris       | [ 16 ]   |    |
| Major Lazer         | [ 16 ]   |    |
| Martin Garrix       | [ 16 ]   |    |
| The Chainsmokers    | [ 16 ]   |    |
| 2018                |          |    |
| Marshmello          | [ 17 ]   |    |
| David Guetta        | [ 17 ]   |    |
| Calvin Harris       | [ 17 ]   |    |
| Martin Garrix       | [ 17 ]   |    |
| The Chainsmokers    | [ 17 ]   |    |
| 2019                |          |    |
| Martin Garrix       | [ 18 ]   |    |
| Calvin Harris       | [ 18 ]   |    |
| DJ Snake            | [ 18 ]   |    |
| Marshmello          | [ 18 ]   |    |
| The Chainsmokers    | [ 18 ]   |    |

### 2020er
| Jahr                | Künstler | EN |
| ------------------- | -------- | -- |
| 2020                |          |    |
| David Guetta        | [ 19 ]   |    |
| Calvin Harris       | [ 19 ]   |    |
| Kygo                | [ 19 ]   |    |
| Marshmello          | [ 19 ]   |    |
| Martin Garrix       | [ 19 ]   |    |
| The Chainsmokers    | [ 19 ]   |    |
| 2021                |          |    |
| David Guetta        | [ 20 ]   |    |
| Calvin Harris       | [ 20 ]   |    |
| Joel Corry          | [ 20 ]   |    |
| Marshmello          | [ 20 ]   |    |
| Skrillex            | [ 20 ]   |    |
| Swedish House Mafia | [ 20 ]   |    |
| 2022                |          |    |
| David Guetta        | [ 21 ]   |    |
| Calvin Harris       | [ 21 ]   |    |
| DJ Snake            | [ 21 ]   |    |
| Marshmello          | [ 21 ]   |    |
| Swedish House Mafia | [ 21 ]   |    |
| Tiësto              | [ 21 ]   |    |